# 甲子園自動車教習所
甲子園自動車教習所（こうしえんじどうしゃきょうしゅうじょ）は兵庫県西宮市にある兵庫県公安委員会指定教習所。
1962年（昭和37年）に西宮の甲子園九番町に開校された自動車教習所であり、昭和59年4月に現在の高須町に移転。四輪と二輪のコースがある。

## 所在地
〒663-8141 兵庫県西宮市高須町1-3-1

## 取扱免許
普通自動車科
- 普通自動車(MT/AT)

大型・中型自動車科
- 大型自動車
- 中型自動車
- 準中型自動車

自動二輪科
- 大型二輪
- 普通二輪(MT/AT)
- 小型二輪(MT/AT)

## 取扱講習(法定講習)
- 初心運転者講習（原付・二輪のみ）
- 高齢者講習
- 取得時講習
- 原付免許取得時講習

## 取扱講習（各種講習）
- ペーパードライバー講習
- ペーパーライダー講習

- 企業研修プログラム
- エコドライブ講習

## その他
教習所内には「Dish Driving Cafe」(休憩コーナー)が設置されている。